# Wujian, Chongqing
Wujian (kinesiska: 五间) är en köping i sydvästra Kina. Den ligger i stadsdistriktet Yongchuan i storstadsområdet Chongqing, omkring 83 kilometer sydväst om det centrala stadsdistriktet Yuzhong. Antalet invånare är 19 861. Befolkningen består av 10 006 kvinnor och 9 855 män. Barn under 15 år utgör 21,0 %, vuxna 15-64 år 64 %, och äldre över 65 år 14,0 %.